# Bordada

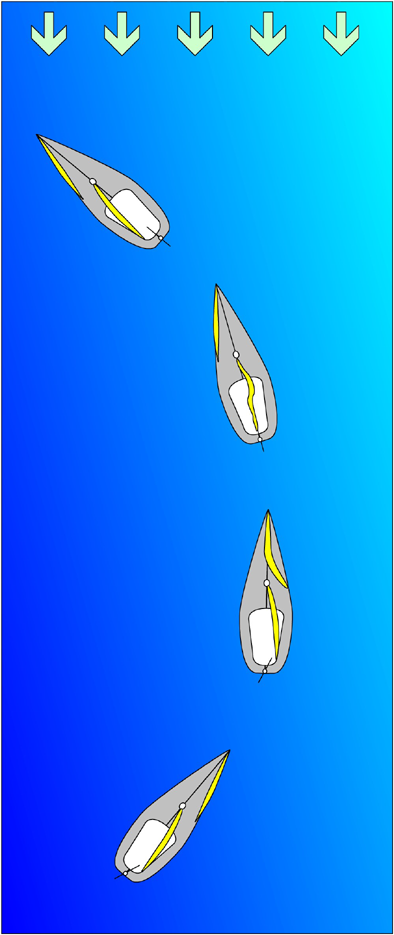
Les diverses fases d'una bordada.

La bordada dins la tàctica de navegació de bolina és el camí recorregut per un veler sense canviar (excessivament) l'orientació de les vergues o la posició de les escotes. Més concretament, la bordada és el camí recorregut pel vaixell comprès entre un virada i la següent.
Per exemple, si el vaixell està en el curs d'una bordada amb el vent bufant per l'amura de babord i vira, acabarà en una bordada amb el vent bufant per l'amura d'estribord. Mirant la imatge de la dreta es pot comprendre l'explicació,(la fletxa blanca indica la direcció del vent).
A la pràctica, pels velers tradicionals, en la cenyida, les veles poden arribar a formar un angle de 45° respecte del vent (angle real, no aparent que és més petit), i el camí de bordada és mantingut el temps necessari abans de començar una nova bordada. Alguns velers de competició poden arribar a un angle més petit, però, sovint a costa de la velocitat del vaixell dins l'aigua. Els vaixells a rotor poden arribar a un angle de cenyida molt més a prop del vent (de 20° a 30°).
La maniobra oposada és la trabujada (també coneguda com a virada per popa o virada en rodó).